# Eustrophus niponicus
Eustrophus niponicus es una especie de coleóptero de la familia Tetratomidae.

## Distribución geográfica
Habita en Japón.